# Taxa rosa

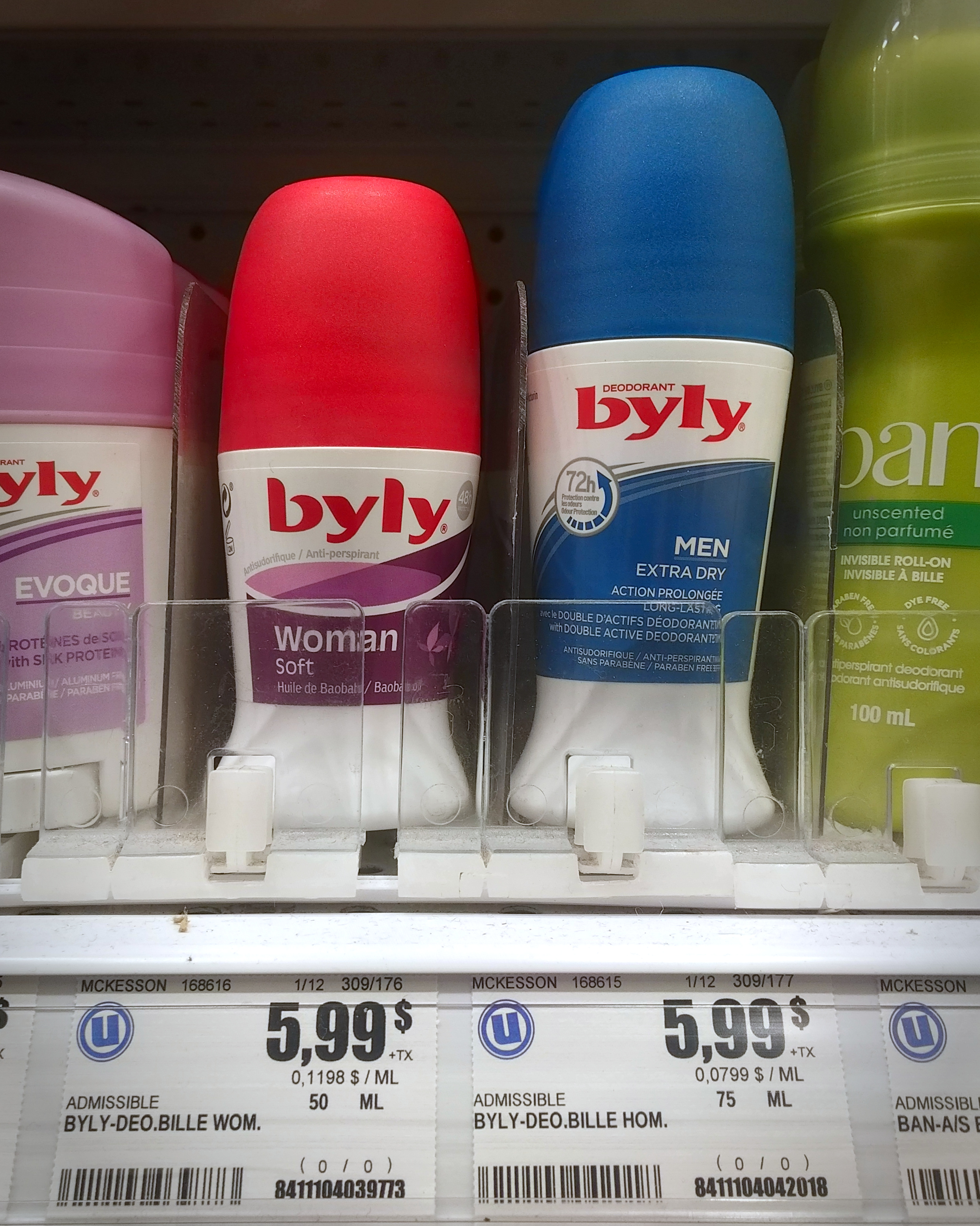
50 mL (mulheres) vs 75 mL (homens)

A taxa rosa ou imposto rosa (oriundo do termo em inglês pink tax) é um conceito político-econômico que apresenta como produtos vendidos diretamente para as mulheres são mais caros que produtos similares vendidos para os homens. O nome foi assim escolhido por na maioria dos casos estes produtos serem rosas. Exemplos de produtos que sofrem estas distinções de preços são as laminas de barbear descartáveis, que são facilmente encontradas nas cores azuis e rosas, sendo que as rosas acabam por serem mais caras que as azuis.
Essa discrepância se aplica a roupas, brinquedos e produtos de saúde, entre outras coisas... No setor de brinquedos, os brinquedos para "meninas" custam em média 7% a mais do que os brinquedos para "meninos". A maior discrepância veio para os produtos de higiene pessoal, onde os produtos femininos custam 13% mais do que os masculinos.
Até em questão de saúde, remédios contra cólicas com o principio ativo ibuprofeno, podem sofrer uma variação de até 25% em seu valor pelo fato de estarem escritos em sua embalagem algo que remetesse o remédio ás mulheres, sendo que a utilização destes em homens e mulheres trariam o mesmo efeito.

## Causas
As causas apresentadas para este fenômeno, entre outras, está a discriminação e custo de produção. A ideia do custo de produção de um brinquedo rosa é mais caro que o custo de produção de um brinquedo vermelho por em teoria a matéria prima rosa ser mais cara que a matéria prima vermelha. Porém é questionável se uma matéria prima pode chegar a custar 7% a mais que outra apenas por sua coloração.
O fato da discriminação, não vem diretamente ligada ao machismo mesmo sendo este um fator sob a taxa, um estudo realizado pelo Serviço de Proteção ao Crédito (SPC) no Brasil, apresentou que mulheres tendem a comprar mais no impulso do que homens, assim justificando o aumento do preço de produtos para elas, pois elas comprariam mesmo com a alta variação do preço.
Outra justificativa encontrada pela Escola Superior de Propaganda e Marketing do Brasil foi um fator sociológico histórico, tendo em vista que por volta dos anos 30 as lojas eram feitas voltadas para as mulheres, já que era mais comum que enquanto os homens fossem ao trabalho, as mulheres donas de casa, saíssem as compras. Assim dês daquela época, as lojas continuam direcionadas para as mulheres e aumentando os preços em seus produtos, assim sendo um resquício do machismo estrutural.

## Diferença
Segundo o estudo publicado pelo departamento do consumidor de Nova Iorque, mulheres pagam mais caro em 30 das 35 categorias estudadas, entre elas estão:

### Brinquedos e acessórios
| Produto                  | Média de preços para homens | Média de preços para mulheres | Diferença paga pelas mulheres | %    |
| ------------------------ | --------------------------- | ----------------------------- | ----------------------------- | ---- |
| Bicicletas e Scooters    | $81.90                      | $86.72                        | +$4.82                        | 6%   |
| Brinquedos em geral      | $26.49                      | $29.49                        | +$3.00                        | 11%  |
| Mochilas                 | $25.79                      | $25.99                        | +$0.20                        | 0.8% |
| Brinquedos pré-escolares | $19.85                      | $21.65                        | +$1.80                        | 9%   |
| Capacetes                | $22.89                      | $25.79                        | +$2.90                        | 13%  |
| Materiais artísticos     | $30.59                      | $32.79                        | +$2.20                        | 7%   |

### Roupas infantis
| Produto               | Média de preços para homens | Média de preços para mulheres | Diferença paga pelas mulheres | %   |
| --------------------- | --------------------------- | ----------------------------- | ----------------------------- | --- |
| Camisas Infantis      | $13.95                      | $15.82                        | +$1.87                        | 13% |
| Jeans Infantis        | $22.83                      | $24.63                        | +$1.80                        | 8%  |
| Roupas de bebês       | $16.77                      | $18.33                        | +$1.56                        | 9%  |
| Macacões              | $20.07                      | $20.91                        | +$0.84                        | 4%  |
| Roupa intima infantil | $18.17                      | $17.67                        | -$0.50                        | 3%  |
| Sapatos de criança    | $29.60                      | $28.85                        | -$0.75                        | 3%  |

### Roupas para adultos
| Produto         | Média de preços para homens | Média de preços para mulheres | Diferença paga pelas mulheres | %   |
| --------------- | --------------------------- | ----------------------------- | ----------------------------- | --- |
| Calça Social    | $71.71                      | $75.66                        | +$3.95                        | 6%  |
| Camiseta Social | $51.46                      | $58.11                        | +$6.65                        | 13% |
| Suéter          | $59.45                      | $63.19                        | +$3.74                        | 6%  |
| Jeans           | $57.09                      | $62.75                        | +$5.66                        | 10% |
| Camisas         | $25.51                      | $29.23                        | +$3.72                        | 15% |
| Meias           | $9.73                       | $9.98                         | +$0.25                        | 3%  |
| Roupa Intima    | $10.90                      | $8.46                         | -$2.44                        | 29% |

### Higiene pessoal
| Produto                     | Média de preços para homens | Média de preços para mulheres | Diferença paga pelas mulheres | %   |
| --------------------------- | --------------------------- | ----------------------------- | ----------------------------- | --- |
| Shampoo e Condicionador     | $5.68                       | $8.39                         | +$2.71                        | 48% |
| Laminas de navalha          | $15.61                      | $17.30                        | +$1.69                        | 11% |
| Navalhas                    | $7.99                       | $8.90                         | +$0.91                        | 11% |
| Loções                      | $7.43                       | $8.25                         | +$0.82                        | 11% |
| Desodorantes                | $4.75                       | $4.91                         | +$0.16                        | 3%  |
| Itens para limpeza corporal | $5.40                       | $5.70                         | +$0.30                        | 6%  |
| Creme para depilar          | $3.89                       | $3.73                         | -$0.16                        | 4%  |

## Dia de conscientização no Brasil
Durante o ano de 2021, um projeto de lei escrito pelo senador Jorginho Mello (PL) sugere a adoção do dia 15 de abril para a conscientização sobre a taxa rosa em território nacional. A data foi escolhida em homenagem á Eufrásia Teixeira Leite, que foi a primeira mulher brasileira a investir na bolsa de valores no ano de 1873, a data em questão foi o dia de nascimento da investidora no ano de 1850.